# Kızılcaörhen, Taşköprü
Kızılcaörhen là một xã thuộc huyện Taşköprü, tỉnh Kastamonu, Thổ Nhĩ Kỳ. Dân số thời điểm năm 2008 là 187 người.